# Jalance
Jalance település Spanyolországban, Valencia tartományban. Jalance Cofrentes, Cortes de Pallás, Jarafuel, Villa de Ves és Balsa de Ves községekkel határos. Lakosainak száma 803 fő (2024).

## Népesség
A település népessége az utóbbi években az alábbiak szerint változott:
| Lakosok száma | 1057 | 981  | 1059 | 1012 | 975  | 927  | 852  | 830  | 788  | 803  |
|               | 2001 | 2004 | 2007 | 2009 | 2012 | 2014 | 2017 | 2019 | 2022 | 2024 |